# Perforation utérine
 Mise en garde médicale
Une perforation utérine est une complication possible d'une intervention intra-utérine. Elle peut être associée avec des blessures aux vaisseaux sanguins ou aux viscères (par exemple la vessie ou l'intestin) environnant ainsi qu'avec des blessures à la vessie. Si la perforation n'est pas diagnostiquée lors de l'intervention, elle peut causer une importante hémorragie ou une sepsis. Cependant la plupart des perforations utérines sont infracliniques et guérissent en toute sécurité par elles-mêmes sans traitement et ne causent pas de dommages importants à long terme,,,,. Les facteurs de risque incluent la sténose du col de l'utérus ou la diminution de la résistance de la paroi myométrique par exemple pendant une grossesse ou lors de la ménopause.